# Gorch Fock II
Gorch Fock II är en tysk tremastad bark som används som skolfartyg av tyska marinen. Hon är klassad som örlogsfartyg inom Nato med nummer A60.
Fartyget byggdes 1958 på varvet Blohm + Voss i Hamburg som ersättning för ett fartyg med samma namn från 1933 som Tyskland tvingades lämna   som krigsskadestånd till Ryssland efter andra världskriget. Fartygen har fått namn efter den tyska författaren Johann Wilhelm Kinau, som skrev under pseudonymen Gorch Fock och dog 1916 i Skagerrakslaget. 
Vid leveransen hade hon segel av segelduk med en yta på 1 952 m² som senare byttes mot något större segel av  syntetmaterial. Den översta delen av fock- och stormasten kan hissas ner så att hon kan passera genom Kielkanalen.
Gorch Foch är stationerad på 
marinakademin i Mürwik och deltar regelbundet i The Tall Ships' Races. Mer än 14 500 kadetter har genom åren utbildats på fartyget.
Fartyget genomgick en omfattande renovering mellan 2016 och 2021 till en kostnad på 135 miljoner euro. Nästan all plåt i bordläggningen byttes ut, däcken förnyades och motorn renoverades.